# Чжоу Сяосюань
Чжоу Сяосюань, более известная под псевдонимом Сяньцзы — китайская сценаристка и ведущая сторонница китайского движения Me Too.

## Биография
Чжоу Сяосюань родилась в Ухане примерно в 1993 году. В 18 лет она переехала в Пекин, чтобы изучать сценарное мастерство. Чжоу пишет эссе под псевдонимом Сяньцзы.

## Обвинения в сексуальном насилии
В 2018 году Чжоу написала эссе, которое широко распространилось в социальных сетях. В нём и в его более подробном продолжении Чжоу утверждала, что, будучи стажёром в 2014 году, она встретилась с Чжу Цзюнем, китайским телеведущим, в надежде получить интервью, но он насильно целовал и лапал её около 50 минут в своей гримёрке. Она рассказала Би-би-си, что, хотя их несколько раз прерывали работники, входившие и выходившие из комнаты, она застыла от страха и стыда и не смогла их предупредить. На следующий день она сообщила об инциденте в полицию. Позже Чжоу присоединилась к движению #MeToo и подала на Чжу в суд, требуя публичных извинений и 50 000 юаней (7 400 долларов США) в качестве компенсации ущерба. Чжу отверг все обвинения и подал встречный иск против Чжоу за клевету. В сентябре 2021 года китайский суд отклонил обвинения против Чжу по причине «недостаточности доказательств». Тем временем сама она столкнулась с критикой со стороны националистически настроенных блогеров, а в комментарии в Global Times утверждалось, что движение MeToo используется «западными силами для разрушения китайского общества». 10 августа 2022 года суд в Пекине отклонил апелляцию Чжоу после закрытого слушания, сославшись на «недостаточность» предоставленных доказательств. После этого Чжоу заявила, что её юридическая команда сосредоточится на получении дополнительных доказательств и видеоматериалов, которые не были представлены в ходе судебного разбирательства. В день вынесения решения собралась небольшая группа её сторонников, но Чжу Цзюнь отсутствовал на заседании, и Чжоу не слышала о каком-либо развитии иска против неё о клевете. Она сказала The Guardian, что «очень разочарована», но надеется, что её проигрыш «может дать больше размышлений о том, насколько трудно быть женщиной в современном Китае».
В декабре 2022 года она была признана одной из 100 женщин Би-би-си.